# 塘河镇
塘河镇，是中华人民共和国重庆市江津区下辖的一个乡镇级行政单位。该镇东、北与白沙镇毗邻，南与四川省合江县接壤，西与石蟆镇相连。

## 行政区划
塘河镇下辖以下地区：
古镇社区、石龙门村、硐寨村和滚子坪村。